# Pluto (mytologie)

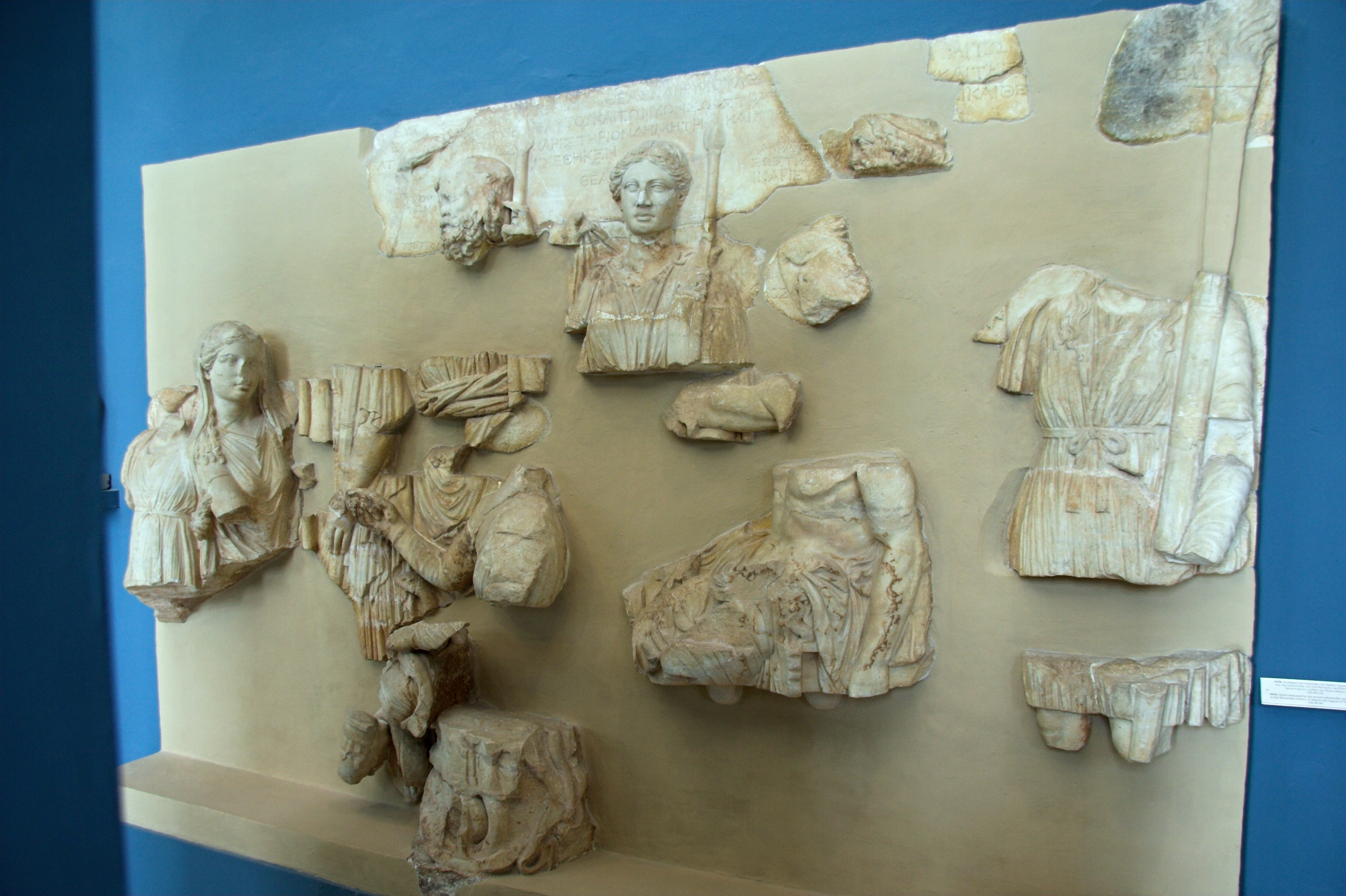
Torzo velkého mramorového reliéfu zobrazujícího eleúsinský mýtus o Triptolemovi. Ploutón zobrazen nahoře uprostřed, 100 -90 před n. l., Archeologické muzeum v Eleusině.

Pluto (starořecky Πλούτων, výsl. Plútón, latinsky Pluto, výsl. Plūtō) je řecko-římský bůh vládnoucí podsvětí. Splýval také s řeckým bohem bohatství Plútem, latinsky nazývaným Plutus.
V řeckém prostředí jméno Plútón nahradilo starší Hádes, později užívané spíše pro podsvětí samotné. Na základě svého splývání s Plútem mělo také toto jméno pozitivnější konotace než Hádes. Širokého užívání dosáhlo s eleusinskými mystérii, v kterých byl chápán jako přísný, ale milující, manžel Persefony, nikoliv jako její násilný únosce.
Pod latinizovaným jménem Plūtō byl v římském prostředí byl ztotožněn s dalšími podsvětními bohy jako je Dis Pater a Orcus.